# Трегубов Віктор Васильович
Віктор Васильович Трегубов (нар. 24 березня 1958) — радянський та український футболіст російського походження, універсал.

## Життєпис
Вихованець ростовського спортінтернату, перший тренер — В. Гаврилов. Виступав за юнацьку збірну СРСР. У 1975 році дебютував на дорослому рівні в складі «Ростсільмашу», провів у команді три сезони у другій лізі. Потім виступав у другій лізі за «Спартак» (Орел).
У 1980 році перейшов у смоленську «Іскру», в її складі дебютував у першій лізі. Потім виступав за «Металург» (Запоріжжя) та «Колос» (Нікополь). В цілому у першій радянський лізі зіграв понад 250 матчів.
З 1988 року грав за запорізьке «Торпедо», в його складі став переможцем зонального турніру другої нижчої ліги в 1990 році.
Напередодні старту останнього розіграшу чемпіонату СРСР перейшов у «Кривбас». У складі цього клубу в весняному сезоні 1992 року стало переможцем першої ліги України. Був капітаном команди. 16 серпня 1992 року зіграв дебютний матч у вищій лізі України проти тернопільської «Ниви», а всього взяв участь у трьох матчах вищої ліги.
На початку 1993 року перейшов у річицький «Ведрич», де за два неповних сезони зіграв 27 матчів та відзначився одним голом у вищій лізі Білорусі. Автором голу став 9 червня 1993 року в матчі проти мінського «Торпедо» (4:2) з пенальті. Фіналіст Кубка Білорусі 1992/93.
Після повернення в Україну виступав у другій та третій лігах за «Віктор» (Запоріжжя) та «Торпедо» (Мелітополь). Професіональну кар'єру завершив у 38 років, потім ще лекілька років грав на аматорському рівні.
Чемпіон України серед ветеранів.
Багато років працював у системі запорізького «Металурга» — дитячим тренером, головним тренером дубля та юнацької команди, входив у тренерський штаб основної команди. Серед його вихованців — гравці збірної України Максим Коваль, Сергій Сидорчук, Сергій Кривцов, а також футболісти, які грали в клубах вищої ліги Артур Каськов, Євген Задоя, Олексій Моісеєнко.